# Черёмушкинское сельское поселение (Ульяновская область)
Черёмушкинское се́льское поселе́ние — муниципальное образование в Инзенском районе Ульяновской области Российской Федерации.
Административный центр — село Черёмушки.

## История
Статус и границы сельского поселения установлены Законом Ульяновской области от 13 июля 2004 года № 043-ЗО «О муниципальных образованиях Ульяновской области».

## Население
| 2010  | 2012  | 2013  | 2014  | 2015  | 2016  | 2017  |
| ----- | ----- | ----- | ----- | ----- | ----- | ----- |
| 1923  | ↘1819 | ↘1738 | ↘1676 | ↘1612 | ↘1529 | ↘1482 |
| 2018  | 2019  | 2020  | 2021  |       |       |       |
| ↘1420 | ↘1362 | ↘1297 | ↘1169 |       |       |       |

## Состав сельского поселения
| № | Населённый пункт  | Тип населённого пункта       | Население |
| - | ----------------- | ---------------------------- | --------- |
| 1 | Аристовка         | село                         | 262       |
| 2 | Большая Борисовка | село                         | 227       |
| 3 | Бояркино          | село                         | 242       |
| 4 | Кеньша            | деревня                      | 5         |
| 5 | Малая Борисовка   | село                         | 96        |
| 6 | Междуречье        | деревня                      | 34        |
| 7 | Поддубное         | село                         | 379       |
| 8 | Репьевка          | село                         | 398       |
| 9 | Черёмушки         | село, административный центр | 280       |

## Местное самоуправление
Главой поселения является Губский Геннадий Михайлович.